# Басов, Сергей Германович
Серге́й Ге́рманович Ба́сов (укр. Сергій Германович Басов; 19 января 1987, Арциз, Одесская область) — украинский футболист, защитник клуба «Колос-2».

## Игровая карьера
Воспитанник футбольных школ Запорожья. Профессиональную карьеру начинал во второй лиге в донецком «Титане», за который выступал до лета 2009 года, когда клуб был снят с розыгрыша чемпионата Украины.
Летом 2009 года на правах свободного агента подписал контракт с новичком первой лиги кировоградской «Звездой», где провёл один сезон, после чего перешёл в состав ещё одного новичка первой лиги «Буковины». В Черновцах в течение двух сезонов был основным защитником команды. Будучи защитником, демонстрировал результативную игру, поражая ворота соперников после розыгрыша стандартных ситуаций, а также взаимодействуя с буковинцами Гунчаком и Сантрапинских.
Летом 2012 года по приглашению Андрея Купцова перешёл в «Александрию», вылетевшую из Премьер-лиги и потерявшую в связи с этим часть своих лидеров. Басов быстро стал в команде основным защитником. Со временем став ещё и самым стабильным с одним из самых высоких процентов отборов в дивизионе. В сезоне 2012/13 с александрийцами становился бронзовым призёром первой лиги, затем его команда последовательно завоевала серебро (2013/14) и золото (2014/15), оформив возвращение в Премьер-лигу. 19 июля 2015 года в первом туре чемпионата Украины 2015/16 в игре против донецкого «Шахтёра» Басов дебютировал в высшем дивизионе. 28 июля 2016 года в третьем отборочном раунде Лиги Европы 2016/17 в игре против хорватского «Хайдука» он дебютировал в еврокубках.
В начале 2018 года по обоюдному согласию сторон Басов оставил александрийский клуб, где в течение 6 сезонов он провел в сумме 144 официальных матча и забил 7 голов.
В январе 2018 клуб из Казахстана «Акжайык» подписал контракт с Сергеем.

## Семья
Жена Елена, дочь Елизавета (2012 г.р.).

## Достижения

### Командные
- Победитель Первой лиги Украины: 2014/15
- Серебряный призёр Первой лиги Украины: 2013/14
- Бронзовый призёр Первой лиги Украины: 2012/13